# 阿里巴巴普惠体
阿里巴巴普惠体是阿里巴巴于2023年6月1日发布的一款免费商用的GB 18030-2022兼容字体。
阿里巴巴普惠体共支持178种语言，中文有7个字重，目前已更新到第三个大版本。

## 相关链接
- 阿里巴巴普惠体官网 （页面存档备份，存于）
- 阿里巴巴普惠体使用说明 （页面存档备份，存于）